# Yuriko Yamaguchi
Yuriko Yamaguchi (山口 由里子 Yamaguchi Yuriko?, Osaka, 21 de noviembre de 1965) es una seiyū japonesa  Anteriormente un miembro de Vi-Vo, Yuriko está actualmente libre. Es muy conocida por los papeles de Nico Robin (One Piece) y la segunda voz de Enfermera Joy (Pokémon). Además fue la voz de Orochimaru en Naruto.

## Voces interpretadas

### Anime
- Agasa Kurisutī no Meitantei Powaro to Māpuru (Mrs. Robinson)
- Battle Athletes (Lahrri Feldnunt)
- Detective Conan (Kawai Shizuka)[2]
- Dragon Ball Super (Vados)
- Dragon Ball Super (Cocotte)
- Eureka Seven (Sonia Wakabayashi)
- Fighting Spirit (Mama-san)
- Fullmetal Alchemist (Sara Rockbell)[2]
- Gad Guard (Wanda Orman)
- Generator Gawl (Ryoko Saito)
- Hanaukyo Maid Team (Shikouin)
- Heat Guy J (Nona)
- InuYasha (Madre de Shiori)
- Kaleido Star (Cynthia)
- Kamikaze Kaitou Jeanne (Zen)
- Kindaichi Case Files (Kara)
- Konjiki no Gash Bell!! (Balansha)
- MegaMan NT Warrior (Rin Manabe)
- Naruto (Orochimaru (Disfrazado de Mujer))
- Neon Genesis Evangelion (Ritsuko Akagi)
- Noir (Paulette)
- One Piece (Nico Robin, Nico Olvia, Kikyō)[2]
- Outlaw Star (Reiko)
- Pokémon (Joy)[2]
- Pokémon Advanced Generation (Joy)[2]
- Pokémon Diamond & Pearl (Joy)[2]
- Boy meets harem (Asami-san)
- Sailor Moon Crystal (Dra. Isono)
- Saiyuki (Sanbutsushin 3)
- Shaman King (Matilda)
- Tenchi Muyo! (Matori, Emperatriz Hinase)
- Tsubasa: Reservoir Chronicle (Chen Hyang)
- Vampire Princess Miyu (Shinma Nami)
- Wedding Peach (Kachūsha)
- Shinchou Yuusha: Kono Yuusha ga Ore Tueee Kuse ni Shinchou Sugiru (Mitis)
- Kirakira Pretty Cure a la Mode (Satomi Usami)

### OVAs
- Oh My Goddess! (Yggdrasil)
- New Cutie Honey (Kanko)
- Sol Bianca (Shūtonabi)
- Time of Eve (Dr. Ashimori)

### Videojuegos
- Serie One Piece (Nico Robin)
- Tales of Hearts (Sheera Hearts)
- Imouto no Katachi (Yumiko Azusa)
- League of Legends (xayah)

### Teatro
- Evangelion: Death and Rebirth (Ritsuko Akagi)
- One Piece series (Nico Robin)
- Rebuild of Evangelion (Ritsuko Akagi)
- The End of Evangelion (Ritsuko Akagi)